# Chrysolakkos

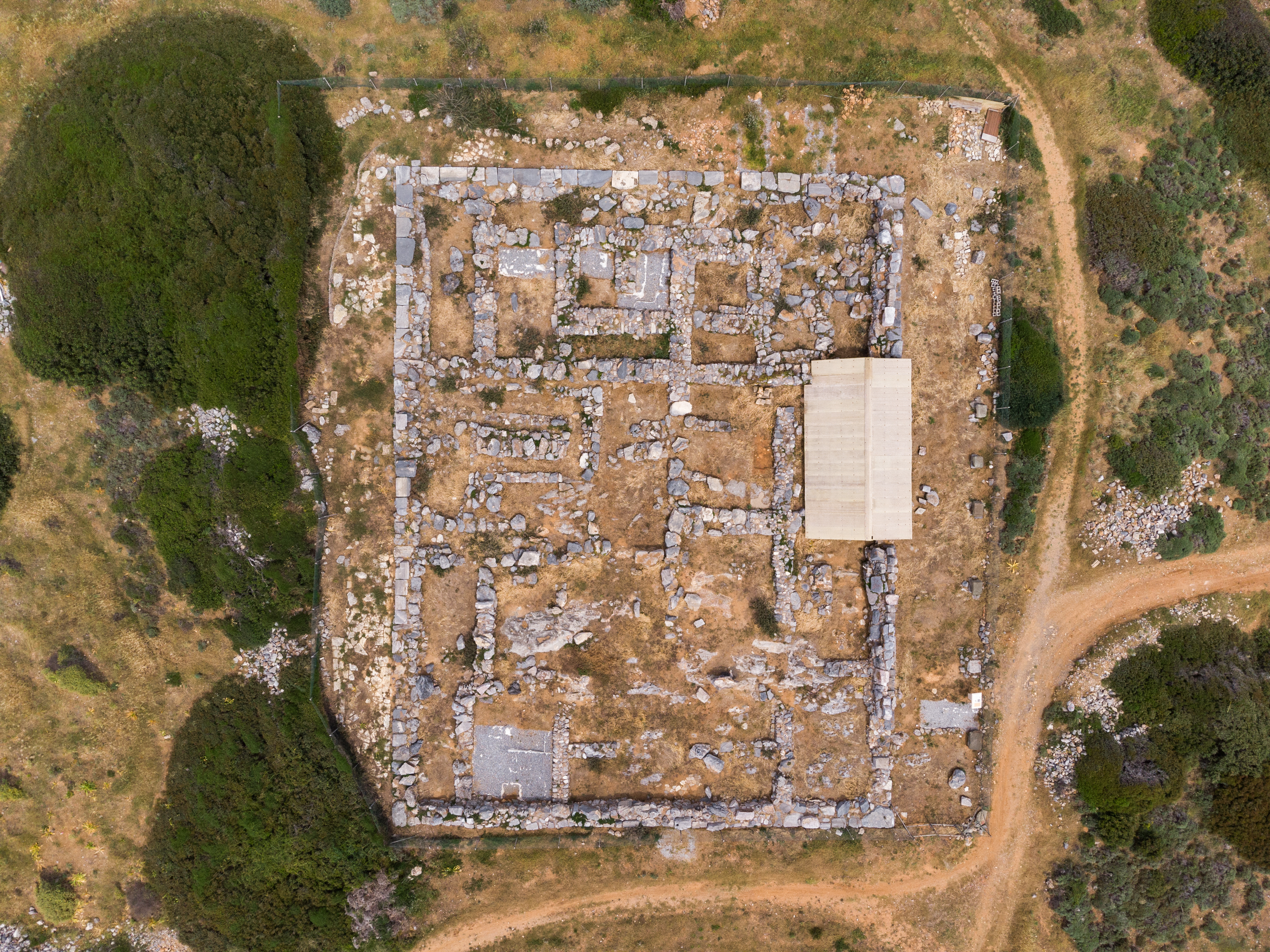
Luftbild der Ausgrabungsstätte von Chrysolakkos

Chrysolakkos (griechisch Χρυσόλακκος = Goldgrube) heißt ein minoisches Grabgebäude, das etwa 500 m nördlich des Palastes von Malia liegt. Westlich des Grabgebäudes erstreckt sich die Nekropole Les Pierres Meulières.

## Beschreibung
Bei Chrysolakkos handelt es sich um einen rechteckiges Ossuarium oder Hausgrab mit einer nordsüdlichen Ausdehnung von etwa 39 m und in westöstliche Richtung von etwa 30 m. Es bedeckt eine Fläche von etwa 1150 m² und stammt aus der Mittelminoischen Zeit (MM IB). Die etwa 2 m dicke Außenmauer wurde im Norden und Westen aus behauenen Steinen errichtet. Im Süden und Osten war sie aus aufrecht stehenden Steinplatten gebaut. Die Fläche rund um die Nekropole war gepflastert. An der östlichen Seite fand man sieben rechteckige Säulenbasen, die vermuten lassen, dass sich hier ein Portikus befand. Nach Ansicht des Archäologen Joseph Winterbotham Shaw handelt es sich bei Chrysolakkos um das älteste kretische Gebäude und das älteste Grabgebäude Griechenlands aus behauenen Steinblöcken.

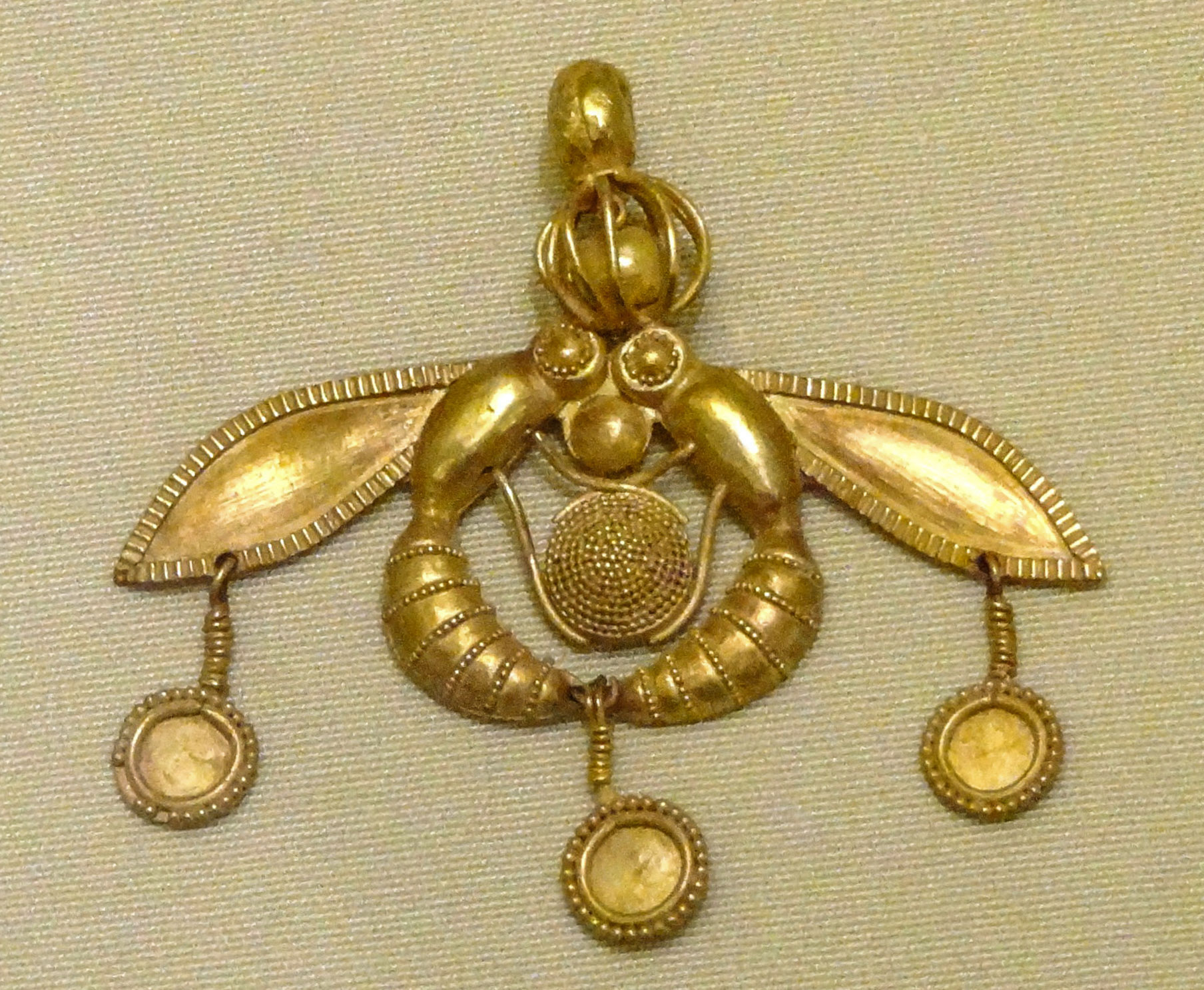
Bienen von Malia

Innerhalb des Gebäudes fand man etwa 40 Räume, die zum Teil für Bestattungen genutzt wurden. Es gab vermutlich insgesamt etwa 80 solcher Räume, die jedoch heute nicht mehr sichtbar sind, da der südliche innere Teil des Gebäudes stark zerstört ist. Die meisten Räume verfügten über keine Türen und waren nur von oben her zugänglich. Innerhalb eines Raumes fand man die berühmten Bienen von Malia. Etwa in der Mitte an der östlichen Seite fand man eine geriffelten Altar aus Stuck. Er hatte eine zylindrische Vertiefung für Trankopfer. An der Nordwestecke außerhalb des Grabes fand man einen steinernen Kernos.

## Geschichte

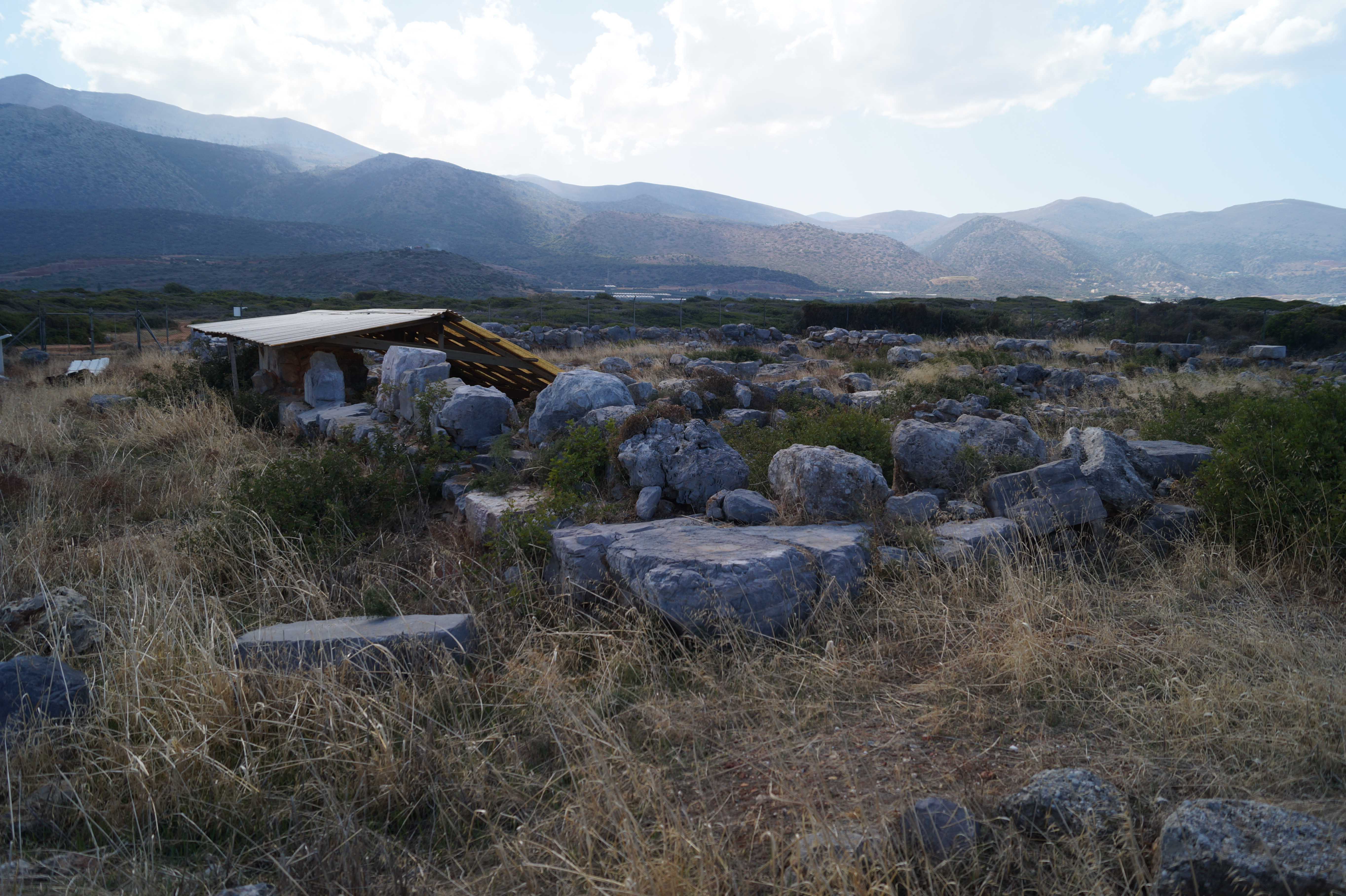
Ausgrabungsstätte von Nordosten

Es können drei Bauphasen nachgewiesen werden. Während der Frühminoischen Phase (FM III) wurde das erste Gebäude, das als Chrysolakkos I bezeichnet wird, hier errichtet. Reste dieses Gebäudes konnten westlich und östlich des rechteckigen Grabgebäudes nachgewiesen werden. Es diente anscheinend der Unterbringung von Gästen und verfügte unter anderem über einen Raum mit rundem Herd und einem Innenhof.

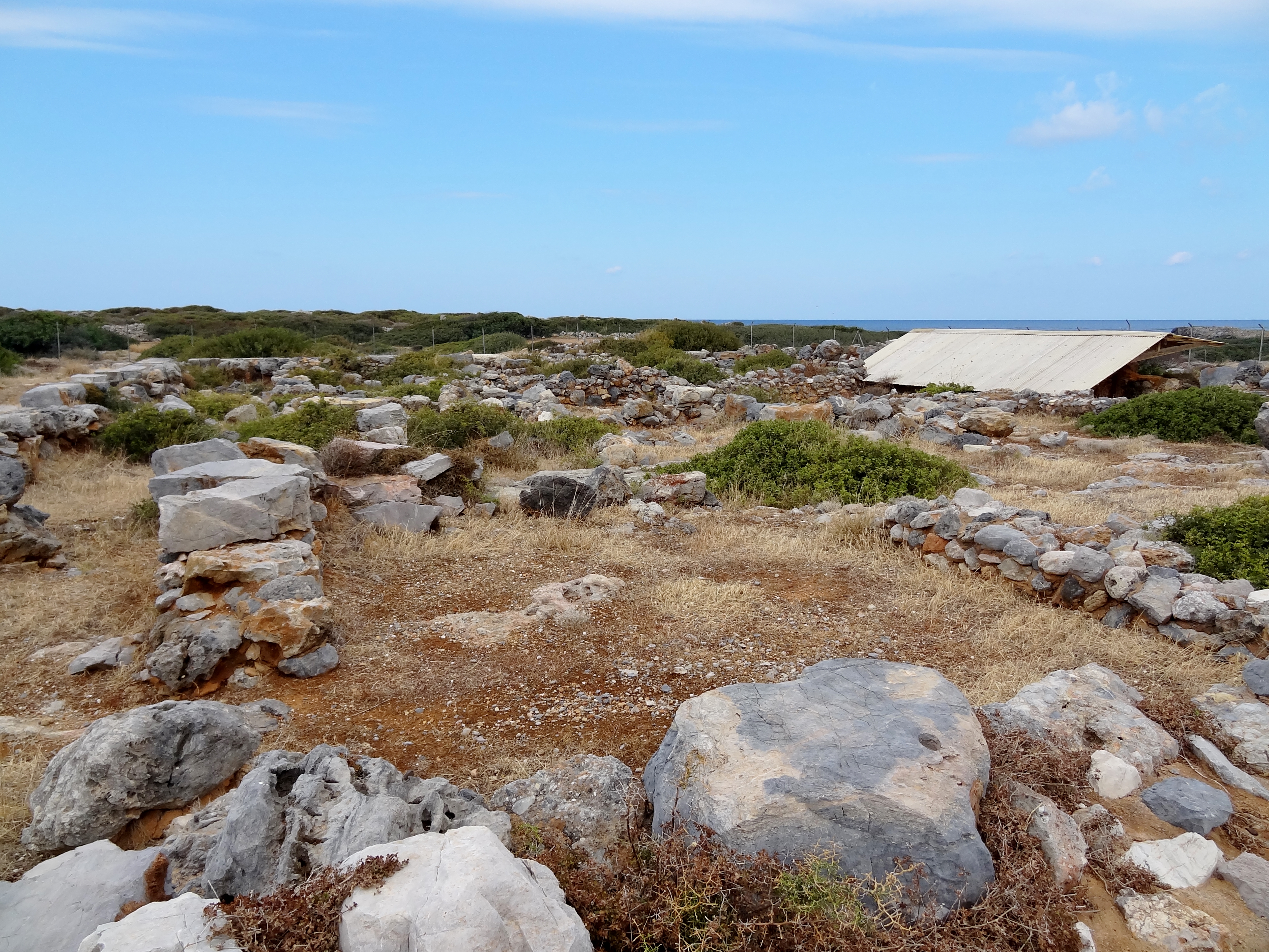
Ausgrabungsstätte von Südwesten

Zur Altpalastzeit (MM IB) wurde das Grabgebäude Chrysolakkos II errichtet. Das Fundament bildeten aufrechtstehende Steinplatten, wie sie im Osten und Süden noch erhalten sind. Auf diesen lagen vermutlich Holzbalken, auf denen ein Mauerwerk aus Lehmziegeln errichtet war. Zu dieser Zeit diente Chrysolakkos vermutlich als Begräbnisstätte für die Elite von Malia. Das Gebäude wurde über längere Zeit für Bestattungen verwendet, bis es zu MM III umgebaut wurde. Dieser Umbau, der als Chrysolakkos III bezeichnet wird, wurde jedoch nie abgeschlossen und das Gebäude aufgegeben. Vermutlich gab es ab diesem Zeitpunkt hier auch keine weiteren Bestattungen mehr. Zu dieser dritten Phase wurden die zunächst senkrecht verbauten Steine waagerecht mit der Außenseite nach oben verbaut, wie man sie in der West- und Nordmauer vorgefunden hat.

## Erforschung
Vermutlich hatten hier Schatzjäger schon vor den ersten systematischen Grabungen reiche Funde gemacht, da der Name Chrysolakkos, der Goldgrube bedeutet, schon zuvor bestand. Der Grabkomplex wurde erstmals 1921 von Louis Renaudin untersucht. Von 1930 bis 1933 wurde er von der École française d’Athènes unter Leitung von Fernand Chapouthier und Pierre Demargne ausgegraben.